# Шаров, Александр Акимович
Алекса́ндр Аки́мович Шаров (15 ноября 1906, Пречистое, Ярославская губерния — 3 августа 1957, Дубовка, Сталинградская область) — командир роты 273-го гвардейского стрелкового полка 89-й гвардейской стрелковой дивизии 5-й ударной армии 1-го Белорусского фронта, гвардии старший лейтенант. Герой Советского Союза.

## Биография
Родился 15 ноября 1906 года в селе Пречистое (ныне — посёлок городского типа Первомайского района Ярославской области) в семье крестьянина. Русский. Окончил Ленинградский сельскохозяйственный институт. Работал преподавателем.
В Красной Армии в 1934—1935 годах и с августа 1941 года. Был призван Компанеевским РВК Кировоградской области и направлен на фронт. В 1944 году окончил курсы младших лейтенантов.
Командир роты 273-го гвардейского стрелкового полка гвардии старший лейтенант А. А. Шаров с ротой 14 января 1945 прорвал оборону противника у деревни Новая Воля, в последующем с ходу форсировал реку Пилица, захватил и удерживал рубеж, обеспечивая преодоление реки подразделениями батальона.
Указом Президиума Верховного Совета СССР от 27 февраля 1945 года за образцовое выполнение боевых заданий командования на фронте борьбы с немецко-фашистскими захватчиками и проявленные при этом мужество и героизм, гвардии старшему лейтенанту Александру Акимовичу Шарову присвоено звание Героя Советского Союза с вручением ордена Ленина и медали «Золотая Звезда».
С 1945 года А. А. Шаров — в запасе, жил в городе Дубовка Волгоградской области. Работал преподавателем и заведующим учебной частью Дубовского сельскохозяйственного техникума.
Скончался 3 августа 1957 года. Похоронен в городе Камышин Волгоградской области.
Награждён орденом Ленина, медалями.
В городе Дубовка Герою установлен бюст.